# Tolpis glabrescens
Espèce
Statut de conservation UICN

 EN B2ab(iii) : En danger
Tolpis glabrescens est une espèce de plantes à fleurs de la famille des Astéracées. Elle est endémique des îles Canaries. Espèce en voie de disparition, on n'en connaît pas plus de 20 spécimens dans son milieu naturel.

## Répartition et habitat
Cette espèce n'est présente que sur l'île Ténériffe aux Canaries. On la trouve entre 700 et 900 m d'altitude. Elle pousse sur un sol pauvre, généralement recouvert de mousse.